# Darney-aux-Chênes
Darney-aux-Chênes è un comune francese di 77 abitanti situato nel dipartimento dei Vosgi nella regione del Grand Est.

## Società

### Evoluzione demografica
Abitanti censiti